# Ixtapa (Guerrero)
Pour les articles homonymes, voir Ixtapa.
Ixtapa (prononcé en espagnol : [iks'tapa] , ) est une ville balnéaire située au Mexique, adjacente à l'océan Pacifique, dans la municipalité de Zihuatanejo de Azueta, dans l'État de Guerrero. Elle est située à 5 km au nord-ouest du siège municipal, Zihuatanejo, et à 245 km au nord-ouest d'Acapulco.
Lors du recensement de l'INEGI de 2005, la population d’Ixtapa était de 6 406 habitants.

## Histoire
Ixtapa est une station touristique planifiée par le gouvernement qui a été créée au début des années 1970, et construite sur ce qui était autrefois une cocoteraie et un estuaire de mangrove.
En 1968, la Banque du Mexique a créé un fonds spécial pour la création de nouvelles destinations touristiques sur les côtes du pays. Cancún, dans l’état de Quintana Roo, et Ixtapa, à proximité de la ville de Zihuatanejo ont été les deux premières destinations Zihuatanejo. Le développement d'Ixtapa a été soutenu par un prêt de la Banque mondiale .
Le plan directeur d'Ixtapa a été élaboré par les architectes Enrique et Agustín Landa Verdugo, qui ont également participé au choix du site. Leur projet définissait le tracé des rues et le zonage de la destination touristique. Le projet est organisé en super-blocs de formes irrégulières, avec les rues à grande vitesse séparant ces blocs et des impasses entre elles. Un couple d'architectes a été choisi pour construire cette ville, certains sont toujours résidents de cette ville. Des architectes comme Miguel Ángel Rojas et Concepción Rivera vivent et travaillent dans cette ville. Le célèbre mexicain Telenovela Marimar a été tourné ici en 1994.

## Transport
Ixtapa est accessible par avion, par bus et par route et possède son propre aéroport, Ixtapa-Zihuatanejo International. Des vols sont disponibles à partir de Mexico, de plusieurs villes de province et de divers endroits des États-Unis et du Canada.

## Culture populaire
Certaines parties du film À la poursuite de Lori (Hot Pursuit) de 1987 avec John Cusack, Wendy Gazelle, Robert Loggia, Jerry Stiller et Ben Stiller (dans son premier rôle principal) ont été tournées dans la région.
Dans la série Prison Break, deux personnages se retrouvent à l'aéroport d'Ixtapa et s'enfuient.

## Galerie

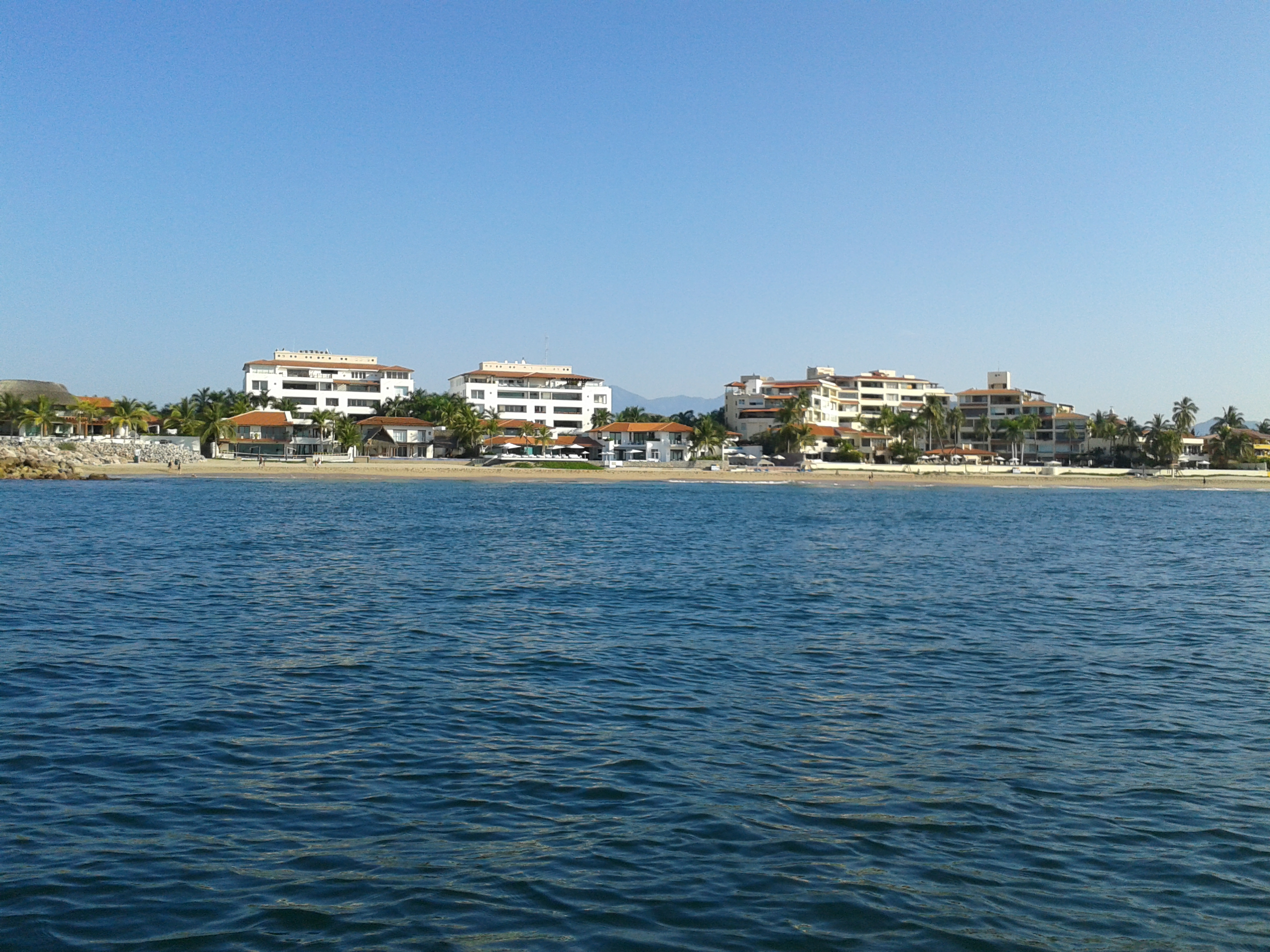
Ixtapa Bay
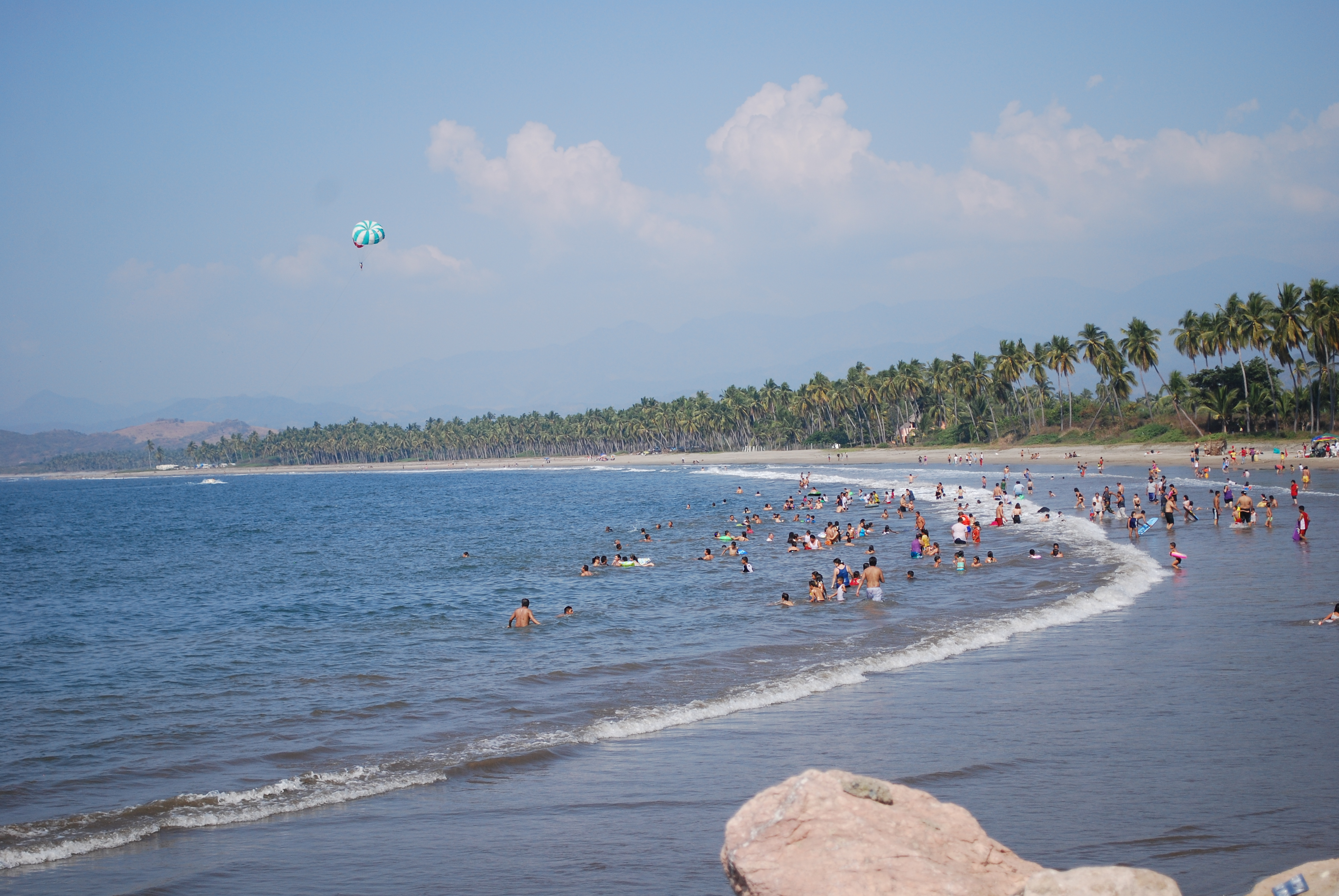
Linda Beach
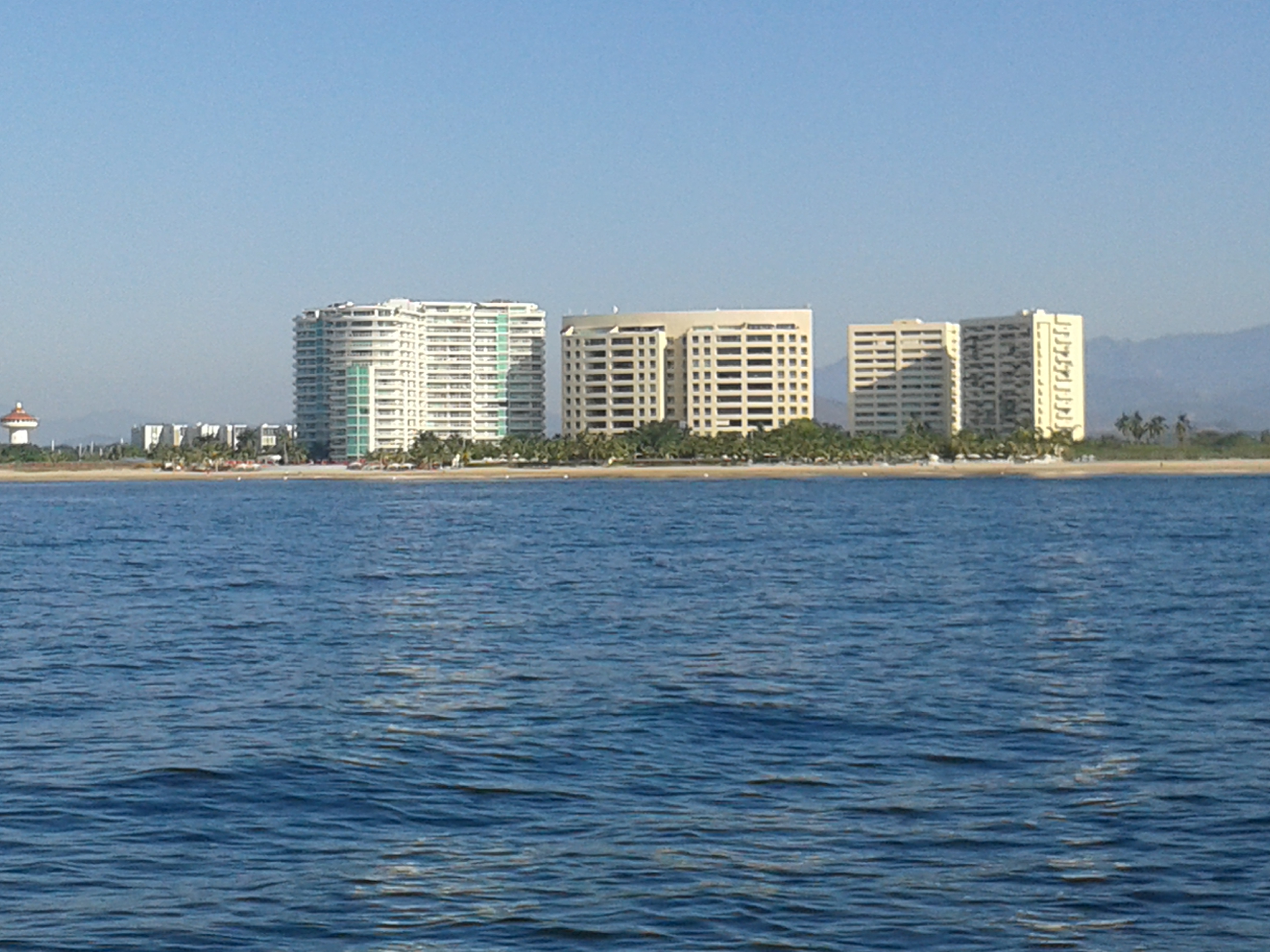
Zone hôtelière